# CC Comae Berenices
CC Comae Berenices (CC Com / TYC 1986-2106-1) es una estrella variable de magnitud aparente máxima +11,30.
Encuadrada en la constelación de Cabellera de Berenice, forma parte del cúmulo abierto Melotte 111 y está alejada 261 años luz del sistema solar.
CC Comae Berenices constituye una binaria de contacto en donde las dos componentes comparten su capa exterior de gas, siendo su tipo espectral K5V.
La componente primaria —con una masa de 0,69 masas solares— tiene una temperatura efectiva de 4302 K y un radio igual al 68% del que tiene el Sol.
La componente secundaria tiene el 52% de la masa de su compañera, siendo su temperatura de 4500 K.
Su radio es la mitad que el radio solar.
Ambas estrellas están separadas entre sí por solo 1,56 radios solares o 0,007 UA.
El período orbital de este sistema es de 0,2207 días.
Dicho período experimenta una variación cíclica que puede deberse a la presencia de un tercer objeto aún no observado.
Superpuesta a esta variación, existe una disminución secular del período de 0,2 × 10-7 días por año, lo que sugiere que hay transferencia de masa estelar desde la componente más masiva hacia la menos masiva.
Como la práctica totalidad de binarias de contacto, CC Comae Berenices es también una binaria eclipsante —del tipo W Ursae Majoris—, cuyo brillo decae 0,91 magnitudes en el eclipse principal.